# Diphyscium perminutum
Diphyscium perminutum är en bladmossart som beskrevs av Noriwo Takaki 1950. Diphyscium perminutum ingår i släktet Diphyscium och familjen Buxbaumiaceae. Inga underarter finns listade i Catalogue of Life.